# Willmore-Energie
Die Willmore-Energie ist in der Differentialgeometrie eine Größe, die die Biegungsenergie von im Raum eingebetteten Flächen misst.
Sie ist nach Thomas Willmore benannt.

## Definition
Für eine glatte, eingebettete, kompakte, orientierte Fläche {\displaystyle \Sigma \subset \mathbb {R} ^{3}} mit mittlerer Krümmung {\displaystyle H:\Sigma \rightarrow \mathbb {R} } definiert man die Willmore-Energie
{\displaystyle W(\Sigma )=\int _{\Sigma }H^{2}dA}.

## Motivation
Minimalflächen im {\displaystyle \mathbb {R} ^{3}} sind per Definition Flächen, deren mittlere Krümmung verschwindet: {\displaystyle H\equiv 0}.
Aus dem Maximumprinzip folgt, dass es im {\displaystyle \mathbb {R} ^{3}} keine kompakten Minimalflächen ohne Rand gibt. Stattdessen sucht man nach geschlossenen Flächen, welche die Willmore-Energie minimieren.

## Variante
Gelegentlich wird die Willmore-Energie auch durch
{\displaystyle \int _{\Sigma }(H^{2}-K)dA}
mit der Gauß-Krümmung {\displaystyle K:\Sigma \rightarrow \mathbb {R} } definiert.
Weil nach dem Satz von Gauß-Bonnet
{\displaystyle \int _{\Sigma }KdA=2\pi \chi (\Sigma )=4\pi (1-g)}
gilt, unterscheiden sich die beiden Definitionen nur durch eine (von der Topologie der Fläche {\displaystyle \Sigma } abhängende) Konstante.

## Sphären
Eine runde Sphäre von beliebigem Radius {\displaystyle r} hat Willmore-Energie {\displaystyle W(S^{2}(r))=4\pi }. Eine elementare Anwendung der Ungleichung zwischen arithmetischem und geometrischem Mittel (zusammen mit dem Satz von Gauss-Bonnet) zeigt, dass für jede andere Sphäre die Willmore-Energie größer als {\displaystyle 4\pi } ist.

## Tori
Clifford-Tori haben Willmore-Energie {\displaystyle W(T)=2\pi ^{2}}.
Thomas Willmore vermutete 1965, dass für jede Fläche vom Geschlecht {\displaystyle \geq 1} die Ungleichung
{\displaystyle W(\Sigma )\geq 2\pi ^{2}}
gilt. Ein Beweis dieser Vermutung wurde im Februar 2012 von Fernando Codá Marques und André Neves angekündigt. Martin Schmidt hat schon 2002 in einen Beweis der Willmore-Vermutung dargestellt, dessen Vollständigkeit allerdings in der Fachwelt umstritten ist.

## Immersionen
Die Willmore-Energie kann auch für Immersionen {\displaystyle f:\Sigma \rightarrow \mathbb {R} ^{3}} definiert werden. Li und Yau haben bewiesen, dass für jede nicht-eingebettete immersierte Fläche die Willmore-Energie mindestens {\displaystyle 8\pi } ist. Insbesondere wird das Minimum der Willmore-Energie unter immersierten Sphären und Tori tatsächlich durch eingebettete Flächen realisiert.
Für immersierte projektive Ebenen ist die Willmore-Energie mindestens {\displaystyle 16\pi }, das Minimum wird durch die Bryant-Kusner-Parametrisierung der Boyschen Fläche realisiert.